# ノガレス (ソノラ州)
ノガレス（Nogales）は、メキシコのソノラ州北部の都市。人口は約26万人（2020年）で、州内ではエルモシージョ、シウダ・オブレゴンに続いて3番目に大きな都市である。

## 概要
アメリカ＝メキシコ国境に接しており、マキラドーラという関税優遇制度を利用した製造業が集積している。国境の北側にはアリゾナ州のノガレスがある。アメリカ側のノガレスは人口2万人ほどの小さな町である。地名はスペイン語由来でこの地域に自生するクルミ科の木を意味している。

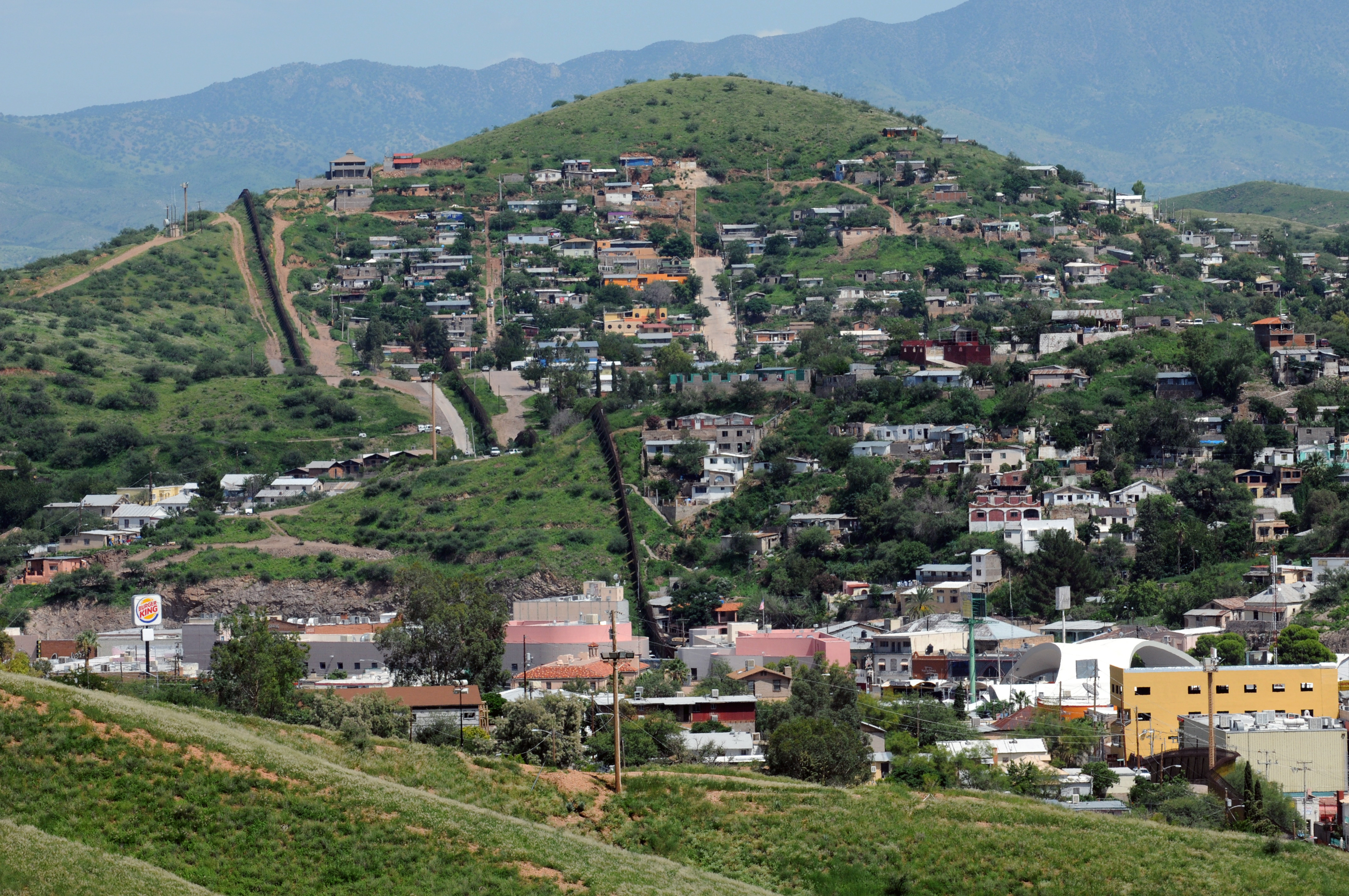
ノガレス郊外の風景